# Мандельштам Леонід Ісаакович
Мандельштам Леонід Ісаакович (22 квітня (4 травня) 1879, Могильов – 27 листопада 1944, Москва), фізик, один із засновників вітчизняної наукової школи з радіофізики; академік АН СРСР (1929). Премія ім. В. І. Леніна (1931). Премія ім. Д. І.  Менделєєва (1936). Державна премія СРСР ім. І. В. Сталіна першого ступеня (1942). За видатні заслуги в галузі науки і підготовки наукових кадрів Л. І. Мандельштам був двічі нагороджений: орденом Трудового Червоного Прапора (1940) і орденом Леніна (1944).

## Біографія
Народився Леонід Мандельштам в Могильові в сім'ї лікаря, колезького асесора, відомого в Одесі акушера Ісаака Григоровича Мандельштама (1847, Жагори - 1921, Одеса) і піаністки Міни Львівни (Фроїм-Лейбівни) Каган (1853, Вільна - 1925, Одеса).
Дитинство і юність пройшли в Одесі. До 12 років навчався вдома, в 1891 р. вступив до гімназії, яку закінчив в 1897 р. зі срібною медаллю і вступив на фізико-математичний факультет Новоросійського університету (сьогодні – Одеський національний університет імені І. І. Мечникова). Ще в старших класах гімназії у Леоніда Ісааковича проявляється великий інтерес до точних наук, а саме до фізики та математики.
У 1898 р. в університеті виникли студентські хвилювання, в яких Л. І. Мандельштам брав настільки активну участь, що був заарештований як один з "призвідників", і був виключений з університету. У тому ж році він виїхав за кордон і вступив до Страсбурзького університету, де брав участь в роботах з радіотехніки відомого фізика К. Ф. Брауна.
У 1902 р. Л. І. Мандельштам захистив докторську дисертацію.
У 1907 р. – став приват-доцентом Страсбурзького університету.
З 1902 по 1913 рр. – асистент К. Ф. Брауна.
У 1913 р. отримав звання професора, і йому було доручено читання курсу прикладної фізики в Страсбурзькому університеті.
У 1914 р, незадовго до початку Першої світової війни, Л. І. Мандельштам повернувся до Одеси, і був запрошений приват-доцентом в Новоросійський університет (сьогодні – Одеський національний університет імені І. І. Мечникова).
З 1915 по 1917 рр. працював науковим консультантом радіотелеграфного відділення фірми «Сіменс і Гальске» в Петрограді.
У 1917 р. – професор фізики Тифліського (Тбіліського) політехнічного інституту.
У 1918-1922 рр. Л. І. Мандельштам бере безпосередню участь в організації Одеського політехнічного інституту.
У 1918 р. – був обраний професором фізики новоствореного Одеського політехнічного інституту.
У 1922 р. переїжджає в Москву.
У 1925 р. після короткого перебування в Ленінграді (Центральна радіолабораторія, робота консультантом в Державній фізико-технічної лабораторії при Ленінградському фізико-технічному інституті) Л. І. Мандельштам повертається в Москву. Тут пройшли всі наступні роки вченого, які принесли головні його наукові досягнення.
З 1925 р. він завідує кафедрою теоретичної фізики Московського університету і очолює теоретичний кабінет в НДІ фізики при МДУ.
У 1925 р. – професор теоретичної фізики Московського університету.
У 1928 р. Леоніда Ісааковича обирають членом-кореспондентом Академії Наук СРСР
У 1929 р. – дійсний член Академії Наук СРСР.
У 1930 р.  – номінант на Нобелівську премію. Висувався за відкриття комбінаційного розсіювання світла.
У 1931 р. – отримав Державну премію СРСР ім. В. І. Леніна.
У 1934 р. після переведення Академії наук до Москви, Л. І. Мандельштам - науковий керівник двох лабораторій - оптичної та коливань - організованого в Москві Фізичного інституту ім. П. М. Лебедєва АН СРСР. Дуже швидко він стає одним з провідних фізиків Москви.
В 1936 р. отримав премію ім. Д. І. Менделєєва.
У 1940 р. нагороджений орденом Трудового Червоного Прапора.
У 1942 р. – Державна премія СРСР ім. І. В. Сталіна першого ступеня.
У 1944 р. – орден Леніна.
Помер великий учений 27 листопада 1944 р. від хвороби серця. Похований на Новодівичому кладовищі в Москві.
У його честь названий один з кратерів на зворотному боці Місяця, постановою Уряду засновані стипендії його імені для студентів і аспірантів Московського університету і Фізичного інституту імені П. М. Лебедєва.

## Наукова діяльність
Основні роботи Л. І. Мандельштама полягають в області оптики, радіофізики, теорії нелінійних коливань, квантової теорії, історії та методології фізики. У роботі «Об оптически однородных и мутных средах» (1907) він довів хибність теорій М. Планка та Дж. Релея, показавши, що розсіювання світла відбувається тільки в оптично неоднорідних середовищах і обумовлено, не рухом молекул, а тепловими флуктуаціями щільності, описаними Маріаном Смолуховським.
У 1911 р. Л. І. Мандельштам виконав важливе дослідження, присвячене теорії мікроскопічного зображення.
У період з 1914 по 1925 рр. Л. І. Мандельштам займався переважно питаннями технічної фізики і перенесенням в оптику уявлення про властивості модульованих коливань.
У 1918 р отримав формули, що дозволяють визначити величину очікуваної зміни довжини хвилі розсіюється світла.
У 1926 р передбачив (незалежно від Л. Бріллюена), що при розсіянні світла пружним середовищем повинно спостерігатися розщеплення лінії розсіяного світла (ефект Бріллюена — Мандельштама), ідея була сформульована в 1918—1921 рр.). Відкрив (спільно з Г. С. Ландсбергом) селективне (комбінаційне) розсіювання світла.
Розробив (спільно з М. А. Леонтовичем) теорію розсіювання світла в твердих тілах; сувору математичну теорію оптичних зображень. В 1928 р. спільно з Г. С. Ландсбергом, незалежно від індійських фізиків Ч. Рамана і К. С. Крішнана, відкрив фундаментальне явище — комбінаційне розсіювання світла в кристалах. Передбачив ефект і побудував теорію так званого релєєвського розсіювання. Створив (спільно з М. А. Леонтовичем) теорію проходження частинки через потенційний бар'єр і передбачив використання матриць розсіювання. В ході експериментів Л. І. Мандельштам вінайшов і описав абсолютно новий оптичний ефект — комбінаційне розсіювання кольору. Дав (спільно з І. Є. Таммом) загальне трактування співвідношення невизначеностей в термінах «енергія-час»). Л. І.  Мандельштам, спільно з М. Д. Папалексі, виконав основоположні дослідження по нелінійним коливанням, чим поклав початок новому напрямку в теорії коливань — теорії нелінійних коливань, розробив метод параметричного збудження електричних коливань, запропонував радіоінтерференційний метод. Створює праці з розсіювання світла. Велику увагу приділяє педагогічній діяльності. Л. І. Мандельштам досліджував нелінійні коливання в радіотехніці, акустиці, автоматиці, аеродинаміці; сприяв відкриттю нових видів резонансів. Розробив нові способи радіотелеграфної і радіотелефонної модуляції, радіоінтерференційні методи дослідження поширення радіохвиль і вимірювання відстані. Створив нову область радіотехніки — радіогеодезію. У 1942 р., спільно з М. Д. Папалексі, запропонував використовувати радіолокаційні методи в астрономії На основі цієї ідеї М. Д. Папалексі виконав розрахунки по радіолокації Місяця (була здійснена в 1945 році в США). Створив школу фізиків (О. О. Андронов, А. А. Вітт, Г. С. Горелик, Г. С. Ландсберг, М. А. Леонтович, С. М. Ритов, І. Є. Тамм, С. Е. Хайкін, С. П. Шубін та ін.).
Наукові відкриття вченого охоплювали багато областей науки і техніки: оптику, радіофізику, квантову механіку, теорію нелінійних коливань. Одними з видатних його досягнень є результати досліджень електричних коливань. Л. І. Мандельштам довів, що вигідніше слабкий ніж сильний зв'язок між елементами коливальної ланцюга, хоча до нього існувала цілком протилежна думка. Його принцип «слабой связи» увійшов в загальноприйняте вживання. Дослідження Леоніда Ісааковича Мандельштама в області радіофізики і теорії коливань відкрили в подальшому великі можливості розвитку радіотехніки, радіо-геодезії, акустики і аеродинаміки. Їм була створена теорія мультивібраторов і відкрит новий тип резонансу (n-тип) — коливання в ланцюгах, власна частота резонансу яких рівно в n раз нижче частоти електричного сігнала.
Наукові заслуги Л. І. Мандельштама були високо оцінені науковою громадськістю: в 1928 році він був обраний членом-кореспондентом, а в 1929 — дійсним членом Академії наук. Л. І. Мандельштам був також видатним організатором, лектором і педагогом. В Одесі він залучив до роботи в Політехнічному інституті Н. Д. Папалексі, І. Є. Тамма, М. А. Аганина та інших, в важких умовах розрухи читав загальноосвітні лекції, а для невеликої групи студентів, які стали його першими російськими учнями (І. Е. Тамм, К. Б. Романюк, Е. Я. Щоголів), прочитав курс теорії коливань. Велике значення для розвитку цієї теорії мали лекції і семінари Мандельштама в МГУ. Вплив цих лекцій, як і інших, присвячених теорії електромагнітного поля, оптики, теорії відносності, квантової механіки, виходили далеко за межі фізичного факультету МДУ, збирали з усієї Москви численну аудиторію; тут поряд зі студентами можна було зустріти професорів, поряд з фізиками — інженерів і математиків. Лекції поширювалися в рукописному вигляді і мали істотний вплив як на викладання, так і на наукові дослідження в області теорії нелінійних коливань. Серед учнів Л. І. Мандельштама — Г. С. Горелік, С. М. Ритов, С. П. Стрєлков, С. Е. Хайкін, М. А. Леонтович та ін.
В 1944 р. в лекціях з оптики Л. І. Мандельштама був детально розглянутий ефект зворотного поширення хвиль і незвичайний закон заломлення при падінні хвилі з вільного простору в середовище, де групова і фазова швидкості хвиль взаємно протилежні. При цьому заломлений промінь відхиляється в протилежну сторону від нормалі до поверхні, ніж при падінні на «звичайне» середовище. Зазначені лекції вважаються початком чергового етапу в історії розвитку теорії метаматеріалів з від'ємним коефіцієнтом заломлення.

## Праці
- - Полное собрание трудов : в 5 т. / Л. И. Мандельштам ; под ред.: С. М. Рытова, М. А. Леонтовича ; вступ. ст. Н. Д. Папалекси. – М. : Изд-во АН СССР, 1947. – 1955.
  - Соотношение неопределённости энергия-время в нерелятивистской квантовой механике / Л. И. Мандельштам, И. Е. Тамм // Известия Академии Наук СССР. Серия     физическая. — 1945. — Т. 9. — С. 122-128.
  - Еще раз о силах инерции в связи со статьей А. Н. Крылова / Л. И. Мандельштам // Успехи физ. наук. – 1946. – Т. 28, вып. 1. – С. 99–102.
  - Оптические работы Ньютона / Л. И. Мандельштам // Успехи физ. наук. – 1946. – Т. 28, вып. 1. – С. 103–129.
  - О рассеянии света в кристаллах / Г. С. Ландсберг, Л. И. Мандельштам // Успехи физ. наук. – 1967. – Т. 93, вып. 2. – С. 320–329 ; То же. – Успехи физ. наук. – 1978. – Т. 126, вып. 1. – С. 155–164.
  - Лекции по теории колебаний / Л. И. Мандельштам. – М. : Наука, 1972. — 466 с.
  - Лекции по оптике, теории относительности и квантовой механике / Л. И. Мандельштам. –  М. : Наука, 1972. — 440 с.